# 이시하라 노부테루

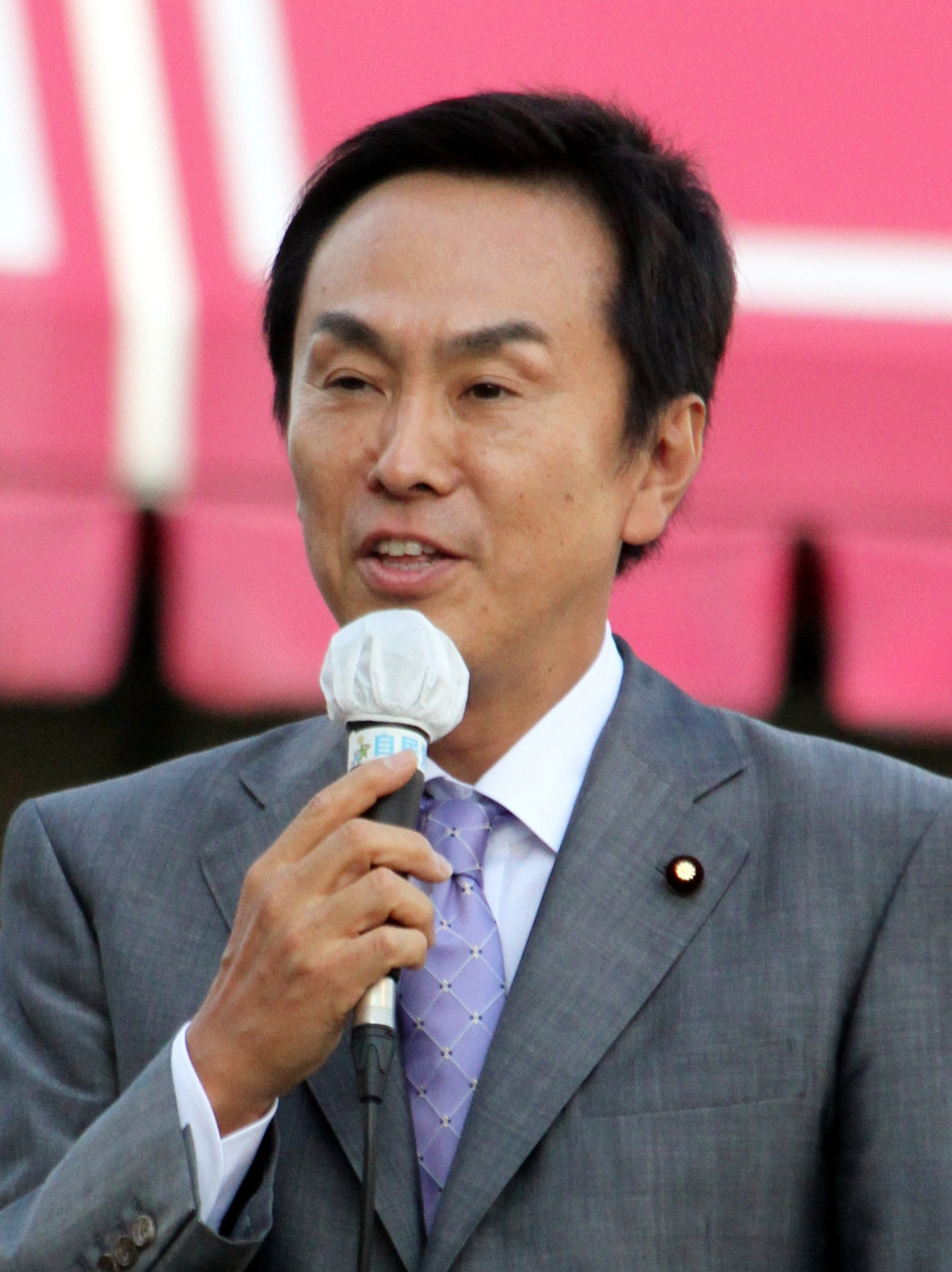
이시하라 노부테루

이시하라 노부테루(일본어: 石原伸晃, 1957년 4월 19일 ~)는 일본의 전 정치인으로, 자유민주당 소속 중의원(10선)의원을 역임했다.
아버지는 전 도쿄도지사인 이시하라 신타로이며, 동생 요시즈미(良純), 요시타카(宏高), 노부히로(延啓)도 일본 내에서 영향력을 행사하고 있다.

## 인물과 경력
가나가와현 출신으로, 1981년 게이오기주쿠 대학 문학부 사회학과를 졸업하였다. 닛폰 TV 방송망 근무를 거쳐, 1990년 자민당 소속으로 중의원 총선거에서 도쿄 도 제4구에 출마해 중의원 의원에 첫 당선되었다. 1993년 제40회 일본 중의원 의원 총선거에서 재선되었으며, 1996년 소선거구제 도입 후 처음 열린 제41회 일본 중의원 총선거에서 도쿄 8구에 출마해 나중에 스기나미구청장이 된 신진당 의원 야마다 히로시 (山田宏, 1958년 ~)를 꺾고 3선에 성공하고, 통상 산업 정무 차관이 되었다.
2001년 고이즈미 내각에서 특명담당 대신 (행정 개혁 담당, 규제 개혁 담당)으로 첫 입각했으며, 2003년 국토교통대신이 되었다. 이후 당 금융조사회장, 당 도로조사회장, 법무성 위원장, 자민당 간사장 대리, 당 선거 대책 본부 부본부장 & 당 개혁 실행 본부장, 자민당 정무조사회장을 거쳐, 2008년 자민당 총재 선거에 출마했으나, 아소 다로에게 완패하였다. 패배 이후 아소 집행부에서 당 간사장 대리가 되었다.
2009년 7월, 도쿄 도 의회 의원 선거에서 패배한 책임을 지고 당 도쿄 지부 연합회 회장에서 물러난다는 의사를 표명했으나, 제45회 일본 중의원 의원 총선거가 임박해 사임은 인정되지 않았다. 다음 달, 중의원 선거에서 도쿄 8구에 공명당의 추천을 받아 입후보하였고, 7선에 성공하였다. 다니가키 사다카즈가 총재가 된 이후에는 당 조직 운동 본부장이 되었고, 또한 도쿄 도련 회장도 연임하였다.
2010년 자유민주당 그림자 내각 (自由民主党シャドウ・キャビネット)의 출범에 따라 정조회장 이시바 시게루, 홍보본부장 고이케 유리코와 함께 본부장 대리가 되었으며, 이 해 9월 다나가키 총재 밑에서 자민당 간사장을 맡기도 했다.
2011년 9월, 9·11 테러는 역사의 필연이라는 발언으로 논란이 되었다.
2012년 12월, 환경대신을 역임했고 2016년 1월, 경제재생 담당 대신을 역임했다가 2021년 제49회 일본 중의원 의원 총선거에서 입헌민주당 후보로 나온 요시다 하루미에게 패하면서 낙선과 동시에 11선 고지에 실패했다.

## 역대 선거 결과
|  | 13.8% |

|  | 12.3% |

|  | 32.67% |

|  | 43.66% |

|  | 54.98% |

|  | 57.26% |

|  | 49.95% |

|  | 46.93% |

|  | 47.56% |

|  | 39.22% |

|  | 37.17% |